# Font de l'Hospital (Olot)
La Font de l'Hospital és una obra d'Olot (Garrotxa) inclosa a l'Inventari del Patrimoni Arquitectònic de Catalunya.

## Descripció
Trenta rajoles representen a Sant Andreu a la font de l'Hospital, situada al carrer de Sant Rafael, envoltat per un grup de rajoles verdes llises. Cal destacar la bonica sanefa, que tanca el conjunt, feta amb motius florals estilitzats, predominant els colors taronges, verds i blaus. El Sant va ser representat amb els seus atributs: la creu -on va ser torturat- i la palma que l'identifica com a màrtir. Cromàticament predominen els grocs i els taronges-marrons.

## Història
Durant el segle xvi, Olot gaudeix d'una notable prosperitat, especialment durant la segona meitat del segle. Aquesta bonança atragué un nombre considerable d'immigrants de remença. Tots aquests fets generaren un notable creixement urbà: s'edificà el carrer Major, el de Sant Rafael, els entorns del Firal i la Plaça Major. Durant la segona meitat del segle xix es van tornar a fer grans construccions al carrer de Sant Rafael; s'enderrocà el portal situat al final del carrer i es bastiren cases importants com la Batlló i moltes d'altres que seran profundament renovades.